# Dilatação anal reflexa
Dilatação anal reflexa (DAR) é a dilatação reflexa do ânus humano a um diâmetro superior a dois centímetros em resposta ao afastamento das nádegas ou estimulação anal, como o esfregamento com um instrumento médico. A DAR foi teorizada como um marcador clínico associado ao abuso sexual anal em crianças, e tem sido associada a outros sinais de abuso sexual, mas também aparece em crianças com constipação crônica grave e naquelas sujeitas a tratamentos médicos invasivos do ânus. O achado isolado de DAR não é considerado indicativo de abuso sexual, e uma amostra normativa de crianças não suspeitas de terem sido abusadas sexualmente mostrou que 49% das crianças apresentaram dilatação anal de forma contínua ou intermitente, embora a dilatação tenha excedido 20 mm em apenas 1,2% dos casos.
Em 1986, Marietta Higgs tomou conhecimento da ligação da DAR com abuso sexual em uma conferência em que o tema foi apresentado por Jane Wynne e Christopher Hobbs. Higgs utilizou esse diagnóstico de DAR extensivamente no ano seguinte, levando ao Escândalo de abuso infantil em Cleveland. Foi desacreditado durante o julgamento como única indicação de abuso sexual, considerado sinal de abuso por uma minoria ínfima de médicos britânicos. A DAR como marcador clínico de abuso sexual é agora considerada desacreditada. No entanto, Hobbs ainda estudava a DAR em 2014.